# Ратнівська сільська рада
| Ратнівська сільська рада — колишня адміністративно-територіальна одиниця та орган місцевого самоврядування у Луцькому районі Волинської області з адміністративним центром у с. Ратнів. Припинила існування 3 січня 2019 року через об'єднання в Гіркополонківську сільську територіальну громаду Волинської області. Натомість утворено Ратнівський старостинський округ при Гіркополонківській сільській громаді. Сільській раді підпорядковувались населені пункти: - с. Ратнів - с. Вікторяни |

## Склад ради
Рада складалась з 16 депутатів та голови.

## Керівний склад сільської ради
| ПІБ                          | Основні відомості                                                 | Дата обрання | Дата звільнення |
| ---------------------------- | ----------------------------------------------------------------- | ------------ | --------------- |
| Яковець Галина Станіславівна | Сільський голова, 1956 року народження, освіта, позапартійна      | 26.03.2006   | 31.10.2010      |
| Яковець Галина Станіславівна | Сільський голова, 1956 року народження, освіта вища, позапартійна | 31.10.2010   |                 |

Примітка: таблиця складена за даними джерела

## Населення
Згідно з переписом УРСР 1989 року чисельність наявного населення сільської ради становила 1615 осіб, з яких 763 чоловіки та 852 жінки.
За переписом населення України 2001 року в сільській раді мешкали 944 особи.

### Мова
Розподіл населення за рідною мовою за даними перепису 2001 року:
| Мова       | Відсоток |
| ---------- | -------- |
| українська | 99,68 %  |
| російська  | 0,21 %   |
| вірменська | 0,11 %   |